# Blyertspenna

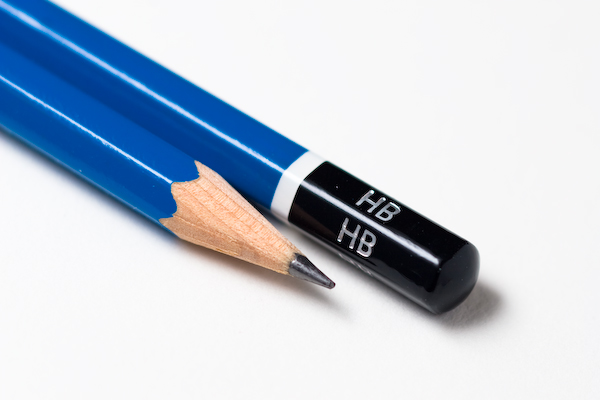
Blyertspenna

Blyertspenna, eller rättare grafitpenna, är ett skriv- och teckningsredskap. Namnet blyerts bygger på missuppfattningen att mineraliserat kol, vilket grafit är, skulle vara en blyhaltig malm. I själva verket är det grafit uppblandad med kaolinlera som pressats till en stiftform. Ordet kommer från det tyska ordet Bleierz (blymalm).

## Historik
Innan blyertspennan uppfanns var det vanligt med bly- eller silverstift som skrivredskap. Pennor av gjutna blystavar tillverkades i Italien på 1400-talet. Den första grafiten upptäcktes i Cumberland i norra England 1564 och snart uppstod en betydande marknad för tillverkning av pennor av skurna grafitstavar där. Den engelska grafiten kunde inte försörja en marknad som längtade efter skrivredskap som var lättare att hantera än den kladdiga och besvärliga fjäderpennan som var vanligast på den tiden. I Nürnberg i Tyskland uppfanns ett sätt att mala den sämre tyska grafiten och blanda den med olika tillsatser. Detta gav en billigare penna av något sämre kvalitet än den engelska. Den var dock en succé och penntillverkningen fortsätter än i dag i Nürnberg. Faber-Castell, Staedtler, Lyra och Stabilo är välkända tyska märken.

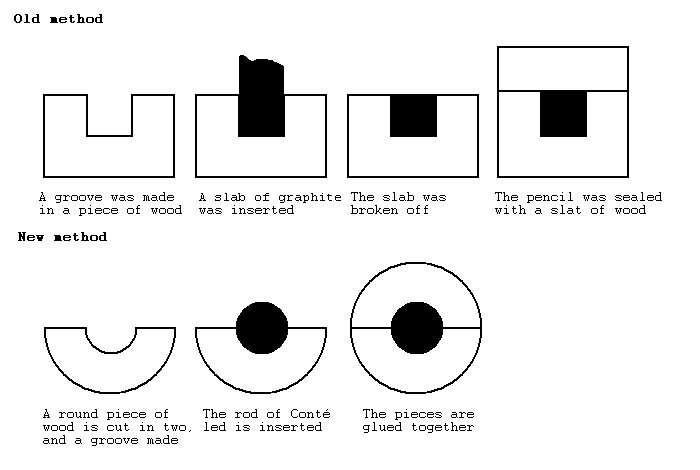
Princip för två sätt att tillverka blyertspennor

År 1795 uppfann den franske ingenjören Nicolas-Jacques Conté ett sätt att förädla och blanda grafiten, pressa och hetta upp den i tunna stänger, så att en högklassig penna av dagens kvalitet kunde framställas. Han lät limma grafitstiften i kantiga trähylsor för att de sköra stiften inte skulle brytas. Genom att blanda större eller mindre mängd lera i grafiten kunde Conté också reglera grafitens svärta. 

## Användning
Blyertspennan har demokratiserat skrivandet och tecknandet då det är ett mycket billigt skrivredskap.
Grafiten går lätt att avlägsna från papperet med radergummi av kautschuk eller plast. Många blyertspennor är försedda med en metallhylsa med ett radergummi. Moderna stiftpennor med påfyllningsmagasin för mycket tunna blyertsstift har ökat denna pennas användningsområde och popularitet.
Eftersom cederträ är det bästa träslaget för den traditionella blyertspennans hylsa har en del miljöproblem uppstått. Cederskogarna har avverkats så att återväxten hotats. Därför driver de större penntillverkarna återplanteringsprojekt och miljömedvetna skolor och företag runt om i världen köper bara miljömärkta, ”cedersäkra”, pennor.

## Hårdhetsskala

### Europeisk skala
Många penntillverkare världen över, och nästan alla i Europa, använder det europeiska system för att gradera blyertspennornas svärta eller hårdhet. Skalan går från 9B, som är den svartaste (mjukaste) grafiten, till 9H som är den ljusaste (hårdaste). HB är medelvärdet och den vanligaste pennan. Detta system kan ha utvecklats under tidigt 1900-tal av den engelska penntillverkaren Brookman. De använde “B” för black och “H” för hard. Pennans hårdhet beskrevs då med en sekvens av "H" eller "B", till exempel "BB", "BBB" för mjukare pennor.
|         |         |         |    |    |    |    |    |        |        |        |        |    |    |    |    |    |         |         |         |
| 9B      | 8B      | 7B      | 6B | 5B | 4B | 3B | 2B | B      | HB     | F      | H      | 2H | 3H | 4H | 5H | 6H | 7H      | 8H      | 9H      |
| Mjukast | Mjukast | Mjukast | →  | →  | →  | →  | →  | Medium | Medium | Medium | Medium | →  | →  | →  | →  | →  | Hårdast | Hårdast | Hårdast |

### Conté/Thoreau-skala
Skala som är vanlig i USA.
| Svärta | Conté/Thoreau-skala | Motsvarande i Europeisk skala |
| ------ | ------------------- | ----------------------------- |
|        | #1                  | B                             |
|        | #2                  | HB                            |
|        | #2½ *               | F                             |
|        | #3                  | H                             |
|        | #4                  | 2H                            |

* Även kallad 2-4/8, 2.5 eller 2-5/10